# Josef Vystrčil
Josef Vystrčil (16. března 1831 Telč – 3. srpna 1894 tamtéž) byl český průmyslník, kotlář a mědikovec, zakladatel strojírenského závodu v Telči a městský radní. Jeho továrna J. Vystrčil a syn proslula zejména konstrukcí a výrobou hasičských stříkaček, tzv. vystrčilek.

## Život

### Mládí
Narodil se v Telči do rodiny tkalcovského mistra a rolníka Karla Vystrčila. Vychodil čtyři třídy hlavní (základní) městské školy. Pak se do roku 1846 odešel do učení do vídeňské kotlářské dílny Karla Friedricha. Vyučení dokončil roku 1850 a na pět let následně odešel pracovat do několika měst v Čechách, Rakousku a Německu.

### StrojírnaJ. Vystrčil a syn

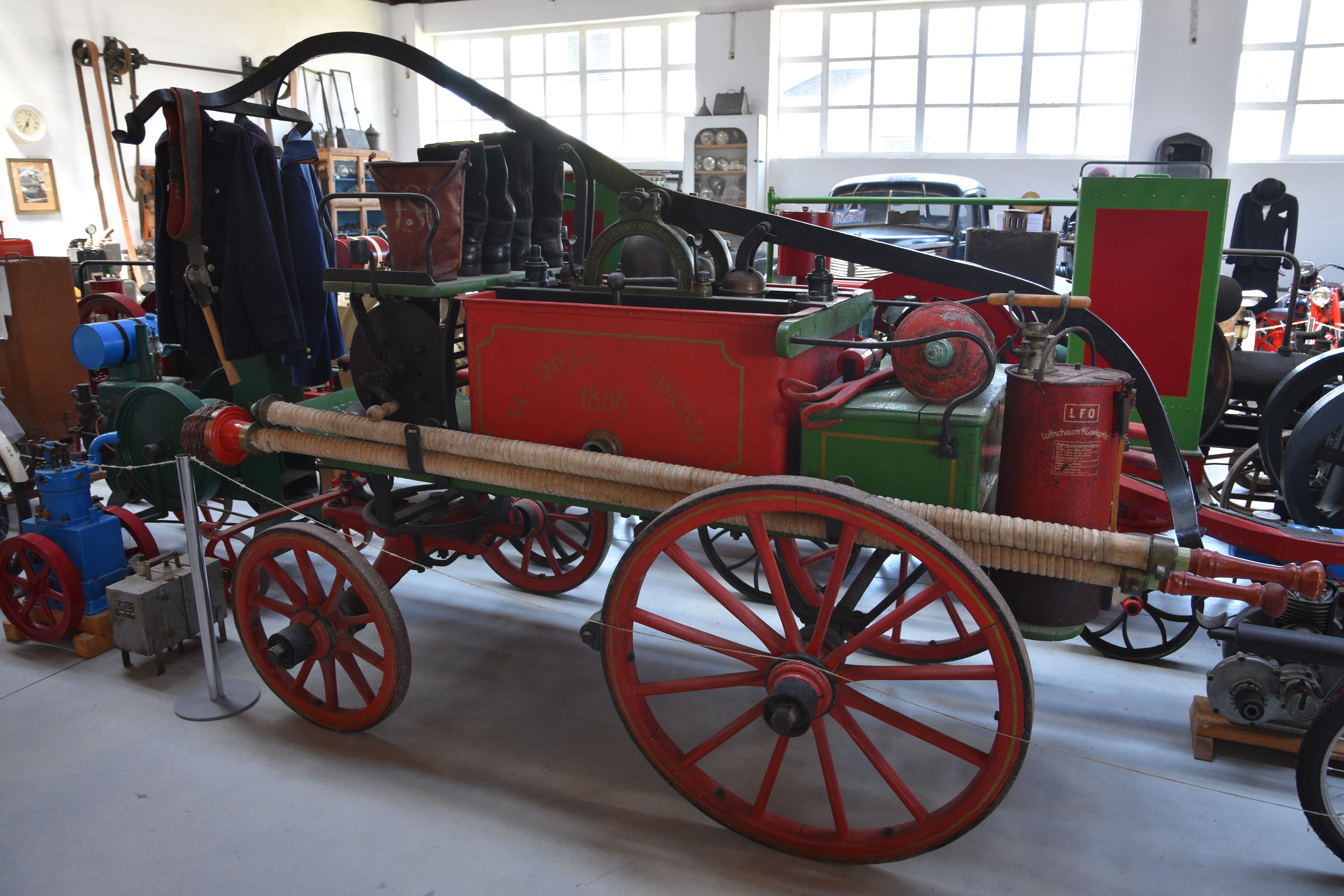
Ruční koněspřežná požární stříkačka z továrny R. A. Smékal, Technické muzeum Telč

Roku 1858 se stal měšťanem v Telči a začal zde provozovat kotlářskou dílnu u Horní brány v centru města. Podnik se v době rozvíjející se průmyslové revoluce zdárně rozvíjel, v sedmdesátých letech 19. století tedy Vystrčil zřídil v prostoru dvou domů v lokalitě Na Podolí strojírnu zaměřenou na výrobu kovových ústrojí lihovarů, hasičských stříkaček a hospodářských strojů. Zejména v konstrukci a výrobě požární techniky slavila firma J. Vystrčil mimořádné úspěchy, především pak v soudobé tendenci zakládání dobrovolných požárních sborů se produkce stříkaček posazených na vozech tažených koňmi stala hlavní činností závodu. Zpočátku se pumpa pro náhon vody do hadic poháněla ručně, později byla čerpadla vybavována spalovacími motory. Pro výrobky této značky se mezi hasiči vžilo pojmenování vystrčilka.
Roku 1884 začal působit jako společník firmy syn Josefa Vystrčila, Josef Vystrčil mladší, podnik tedy změnil název na J. Vystrčil a syn. Vystrčil výrazně přispíval též k veřejnému a společenskému životu ve městě. Byl zakládajícím členem telčské sokolské jednoty a místního hasičského sboru, spoluzakladatelem a dlouholetým předsedou Městské spořitelny, na přelomu sedmdesátých a osmdesátých let působil jako městský radní.

### Úmrtí
Josef Vystrčil zemřel 3. srpna 1894 v Telči ve věku 63 let. Byl pohřben v rodinné hrobce na místním hřbitově u svaté Anny.

### Rodina
Syn Josef Vystrčil mladší převzal řízení rodinné firmy, dále působil jako velitel hasičského sboru.
Josef Vystrčil starší byl prapradědem někdejšího starosty Telče, hejtmana Kraje Vysočina a od roku 2020 předsedy Senátu Parlamentu České republiky RNDr. Miloše Vystrčila (ODS), který se narodil v nedalekých Dačicích.